# Гармут Кірхгюбель
Гармут Кірхгюбель (нім. Hartmut Kirchhübel; нар. 23 квітня 1952) — колишній німецький тенісист.
Найвищу одиночну позицію світового рейтингу — 253 місце досяг 4 січня 1982 року.
Здобув 1 парний титул.

## Фінали Гран-прі за кар'єру

### Парний розряд: 1 (1–0)
| Результат | W/L | Дата     | Турнір          | Покриття | Партнер          | Суперники                  | Рахунок       |
| --------- | --- | -------- | --------------- | -------- | ---------------- | -------------------------- | ------------- |
| Перемога  | 1–0 | Гру 1980 | Софія, Болгарія | Килим    | Роберт Райнінгер | Вадим Борисов Томас Еммріх | 4–6, 6–3, 6–4 |